# Le Nordet
 (mars 2022).
Si vous disposez d'ouvrages ou d'articles de référence ou si vous connaissez des sites web de qualité traitant du thème abordé ici, merci de compléter l'article en donnant les références utiles à sa vérifiabilité et en les liant à la section « Notes et références ».
Le Nordet est un label de musique québécois créé par Gilles Vigneault en 1964. La maison a produit seule jusqu'en 1985, année de son acquisition par GSI Musique.